# Mogadalapadu
Mogadalapadu (మొగడాలపాడు, Mogaḍālapāḍu in telugu) è un villaggio indiano dell'Andhra Pradesh, situato vicino a Kalingapatnam, nel distretto di Srikakulam.